# Josué Antonio Núñez
Josué Antonio Núñez (*11 de noviembre de 1924, Tapalqué, Buenos Aires, Argentina - 19 de agosto de 2014) fue fisiólogo, etólogo y entomólogo, fundador del estudio de la fisiología del comportamiento en Argentina. Fue investigador principal del CONICET y profesor titular de la Universidad de Buenos Aires.

## Biografía
Josué A. Núñez nació el 11 de noviembre de 1924, en Tapalqué, provincia de Buenos Aires. Falleció en 19 de agosto de 2014. Cursó sus estudios secundarios en el Colegio Nacional de Buenos Aires. Estudió biología en la Facultad de Ciencias Exactas y Naturales de la Universidad de Buenos Aires. En 1953 obtuvo el grado de doctor en Ciencias Biológicas de la Universidad de Buenos Aires.
Los insectos han sido el sujeto fundamental de sus numerosos estudios sobre endocrinología, fisiología y comportamiento. Paralelamente, su interés también se orientó hacia la química y la microscopía electrónica. Una característica distintiva de su desempeño ha sido el uso recurrente de diversos métodos desarrollados personalmente. 
En 1955 viajó a Alemania con una beca de la Fundación von Humboldt para realizar una estancia postdoctoral en el laboratorio del famoso zoólogo alemán Alfred Kühn en el Instituto Max Planck de Biología en Tübingen. En 1957, recibió una beca de la Deutsche Forschungsgemeinschaft que le permitió continuar su trabajo en Tübingen. 
De vuelta en Buenos Aires, en 1959 fue nombrado profesor adjunto de fisiología comparada de la Universidad de Buenos Aires, y en 1962 investigador del Consejo Nacional de Investigaciones Científicas y Técnicas (CONICET). 
Entre 1964 y 1966, fue beneficiario de una nueva beca de la Fundación von Humboldt para trabajar en la Universidad de Freiburg, con el Dr. Bernhard Hassenstein. Desde entonces, Núñez ha sido investigador y profesor invitado en el Instituto de Zoología de la Universidad de Freiburg, el Departamento de Neurociencias de la Universidad de California, el Departamento de Genética de la Universidad de San Pablo, el Instituto Venezolano de Investigaciones Científicas (IVIC), el Departamento de Biología, Química y Farmacia de la Universidad Libre de Berlín, el Instituto de Zoología de la Universidad de Tübingen y el Biozentrum de la Universidad de Würzburg. 
Desde 1983 es investigador principal del CONICET y en 1985 y 1990 fue nombrado profesor titular y consulto de la Universidad de Buenos Aires, respectivamente. Ha formado un extenso grupo de calificados discípulos. En 2007 fue nombrado miembro de la Academia de Ciencias de Buenos Aires.

## Investigación
Núñez ha realizado incontables contribuciones en el campo de la entomología, con énfasis en el estudio de la anatomía, histología, desarrollo, fisiología y comportamiento de los insectos. Tiene casi un centenar de trabajos publicados. Muchos de estos trabajos abrieron nuevos rumbos en el estudio de la fisiología de los insectos. Algunas de sus contribuciones más significativas son:
- El descubrimiento de las glándulas protorácicas que producen ecdisona, la hormona de la muda, en los coléopteros.[1]
- El descubrimiento del control neuroendócrino de la actividad diurética en los insectos.[2]
- El descubrimiento de la acción del sistema nervioso sobre las propiedades mecánicas de la cutícula en los redúvidos.[3]
- La descripción de la acción conjunta de los propioceptores estomogástricos y los receptores abdominales periféricos en el circuito regulador de la ingestión de los dípteros.[4]
- La realización del primer análisis sistémico del comportamiento de ingestión de las abejas melíferas.[5]
- El descubrimiento que las abejas utilizan feromonas para facilitar el hallazgo de néctar.[6]
- El descubrimiento del efecto del flujo de azúcar sobre la conducta de las abejas.[7]
- El descubrimiento de la presencia de un sistema de opioides capaz de reducir las habilidades nociceptivas de las abejas.[8]
- La realización de estudios comparando el comportamiento recolector de diversas razas de abejas melíferas.[9]
- La formulación de hipótesis originales sobre la transferencia de información y la optimización energética en las colonias de insectos sociales.[10]
- En los últimos años, Núñez se ha dedicado a compilar sus ideas sobre los fundamentos de la biología y el estudio de los sistemas complejos.[11][12]

## Premios
El Dr. Núñez ha recibido numerosos reconocimientos a lo largo de su trayectoria. Entre otros, se destacan:
- Premio “Eduardo L. Homberg”, de la Sociedad Científica Argentina (1974)
- Premio “Daniel Goytia”, de la Asociación Argentina para el Progreso de la Ciencia (1974)
- Conferencia Anual ‘‘Miguel Lillo’’, de la Sociedad de Biología de Tucumán (1986)
- Premio a la Producción Científica y Tecnológica, de la Universidad de Buenos Aires (1992-1995)
- Premio Konex: Zoología (1993)
- Premio Konex: Biología Animal (2003)